# Cet amour éternel

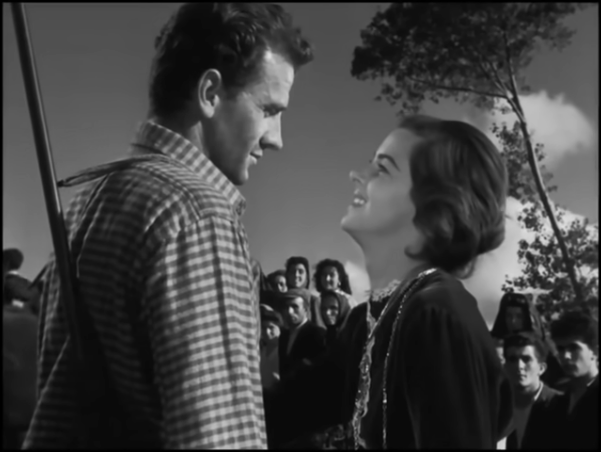
Massimo Girotti et Eleonora Rossi Drago dans une scène du film.

 Cet amour éternel (Altura) est un film italien réalisé par Mario Sequi en 1949.

## Synopsis
En Sardaigne se déroule une lutte entre de grands propriétaires fonciers et une coopérative de bergers.

## Fiche technique
- Titre original : Altura
- Réalisation : Mario Sequi
- Scénario : Pietro Lissia, Vinicio Marinucci, Mario Sequi, Ákos Tolnay, Bruno Valeri
- Producteur : Saverio D'Amico, Ákos Tolnay
- Production : P.F.I., Fincine[2]
- Pays d'origine :  Italie
- Photographie : Piero Portalupi
- Montage : Marcella Gengarelli
- Musique : Ennio Porrino
- Genre : Drame[3]
- Durée : 88 minutes
- Date de sortie : 
  - Italie : 1949[4].

## Distribution
- Massimo Girotti : Stanis Archena
- Roldano Lupi : Efisio Barra
- Eleonora Rossi Drago : Grazia
- Anna Maria Bottini : Zia Alena
- Fausto Guerzoni : Napoleone
- Vittorio Duse
- Mirko Ellis
- Gianni De Montero
- Paolo Scampuddu
- Nanni Peru